# Opius polyzonius
Opius polyzonius är en stekelart som beskrevs av Wesmael 1835. Opius polyzonius ingår i släktet Opius och familjen bracksteklar. Arten är reproducerande i Sverige. Inga underarter finns listade i Catalogue of Life.